# Liga del Fútbol Profesional Boliviano 2007
La Liga del Fútbol Profesional Boliviano 2007 è stata la 31ª edizione della massima serie calcistica della Bolivia, ed è stata vinta dal Bolívar nel torneo di Apertura e dal Blooming nel Clausura.

## Formula
Il torneo di Apertura si svolge in un girone unico; il Clausura invece divide i partecipanti in due gruppi, che permettono ai primi tre classificati di disputare il gruppo finale a sei squadre.

## Torneo Apertura
| Pos. | Squadra           | Pt | G  | V  | N | P  | GF | GS | DR  |
| ---- | ----------------- | -- | -- | -- | - | -- | -- | -- | --- |
| 1.   | Real Potosí       | 39 | 22 | 12 | 3 | 7  | 46 | 25 | +21 |
| 2.   | Bolívar           | 37 | 22 | 10 | 4 | 8  | 32 | 37 | -5  |
| 3.   | La Paz            | 35 | 22 | 10 | 5 | 7  | 31 | 23 | +12 |
| 3.   | Wilstermann       | 35 | 22 | 10 | 5 | 7  | 29 | 23 | +6  |
| 5.   | Oriente Petrolero | 34 | 22 | 10 | 7 | 5  | 33 | 30 | +3  |
| 6.   | Blooming          | 31 | 22 | 10 | 1 | 11 | 32 | 35 | -3  |
| 6.   | The Strongest     | 31 | 22 | 8  | 5 | 9  | 36 | 40 | -4  |
| 8.   | Aurora            | 28 | 22 | 8  | 4 | 10 | 37 | 34 | +3  |
| 9.   | San José          | 27 | 22 | 8  | 4 | 10 | 36 | 35 | +1  |
| 10.  | Destroyers        | 26 | 22 | 7  | 5 | 10 | 28 | 35 | -7  |
| 11.  | Univ. Sucre       | 15 | 22 | 7  | 4 | 11 | 32 | 32 | 0   |
| 12.  | Real Mamoré       | 24 | 22 | 7  | 3 | 12 | 32 | 55 | -23 |

### Verdetti
- Real Potosí campione del Clausura

### Classifica marcatori
| Gol |  |  | Giocatore         | Squadra     |
| --- |  |  | ----------------- | ----------- |
| 13  |  |  | Diego Cabrera     | Aurora      |
| 12  |  |  | Henry Mendoza     | San José    |
| 11  |  |  | Hernán Boyero     | Blooming    |
| 11  |  |  | Fernando Brandán  | Real Potosí |
| 10  |  |  | Luis Cerutti      | Univ. Sucre |
| 10  |  |  | Darwin Peña       | Real Potosí |
| 10  |  |  | Carlos Saucedo    | Bolívar     |
| 9   |  |  | Augusto Andaveris | La Paz      |

## Torneo Clausura

### Prima fase

#### Serie A
| Pos. | Squadra       | Pt | G  | V | N | P | GF | GS | DR |
| ---- | ------------- | -- | -- | - | - | - | -- | -- | -- |
| 1.   | The Strongest | 21 | 12 | 6 | 3 | 3 | 23 | 14 | +9 |
| 2.   | Blooming      | 21 | 12 | 6 | 3 | 3 | 14 | 10 | +4 |
| 3.   | San José      | 17 | 12 | 4 | 5 | 3 | 18 | 17 | +1 |
| 4.   | Univ. Sucre   | 15 | 12 | 4 | 3 | 5 | 18 | 18 | 0  |
| 5.   | Aurora        | 14 | 12 | 3 | 5 | 4 | 13 | 17 | -4 |
| 6.   | Destroyers    | 11 | 12 | 3 | 2 | 7 | 17 | 26 | -9 |

#### Serie B
| Pos. | Squadra           | Pt | G  | V | N | P | GF | GS | DR  |
| ---- | ----------------- | -- | -- | - | - | - | -- | -- | --- |
| 1.   | La Paz            | 23 | 12 | 7 | 2 | 3 | 12 | 6  | +6  |
| 2.   | Wilstermann       | 18 | 12 | 5 | 3 | 4 | 19 | 17 | +2  |
| 3.   | Real Mamoré       | 17 | 12 | 5 | 2 | 5 | 15 | 13 | +2  |
| 4.   | Real Potosí       | 16 | 12 | 4 | 4 | 4 | 17 | 14 | +3  |
| 5.   | Bolívar           | 14 | 12 | 4 | 2 | 6 | 16 | 20 | -4  |
| 6.   | Oriente Petrolero | 12 | 12 | 4 | 0 | 8 | 10 | 20 | -10 |

### Spareggio retrocessione
Disputato tra la penultima classificata in massima serie e la seconda classificata della seconda divisione.

#### Andata
| Cochabamba 6 dicembre 2007                                                    | Aurora    | 3 – 0 | Nacional Potosí | Estadio Félix Capriles |
| \| \| \| \| \| Zenteno 12’ (rig.) Fernández 23’ Candia 93’ \| Marcatori \| \| |           |       |                 |                        |
|                                                                               |           |       |                 |                        |
| Zenteno 12’ (rig.) Fernández 23’ Candia 93’                                   | Marcatori |       |                 |                        |

#### Ritorno
| Potosí 9 dicembre 2007                                                                   | Nacional Potosí | 2 – 2                   | Aurora | Estadio Víctor Agustín Ugarte |
| \| \| \| \| \| Batiste 25’ (aut.) Andrada 50’ \| Marcatori \| 1’ Fernández 43’ Candia \| |                 |                         |        |                               |
|                                                                                          |                 |                         |        |                               |
| Batiste 25’ (aut.) Andrada 50’                                                           | Marcatori       | 1’ Fernández 43’ Candia |        |                               |

### Fase finale
| Pos. | Squadra       | Pt | G  | V | N | P | GF | GS | DR  |
| ---- | ------------- | -- | -- | - | - | - | -- | -- | --- |
| 1.   | San José      | 18 | 10 | 5 | 3 | 2 | 16 | 13 | +3  |
| 1.   | La Paz        | 18 | 10 | 5 | 2 | 3 | 18 | 16 | +2  |
| 3.   | Blooming      | 15 | 10 | 4 | 3 | 3 | 15 | 11 | +4  |
| 3.   | Real Mamoré   | 15 | 10 | 4 | 3 | 3 | 16 | 16 | 0   |
| 5.   | The Strongest | 12 | 10 | 3 | 2 | 5 | 20 | 16 | +4  |
| 6.   | Wilstermann   | 7  | 10 | 2 | 1 | 7 | 8  | 21 | -13 |

### Spareggio per il titolo

#### Andata
| Arbitro: | Antequera |

|                         |           |                             |
| Guale 69’ Gutiérrez 79’ | Marcatori | 19’ Álex da Rosa 92’ Moyano |

#### Ritorno
| Arbitro: | Aguilera |

|                  |           |  |
| Álex da Rosa 32’ | Marcatori |  |

### Spareggio per la Coppa Libertadores

#### Andata
| Arbitro: | Ortubé |

|             |           |                   |
| Torrico 13’ | Marcatori | 1’ Peña 37’ Guale |

#### Ritorno
| Arbitro: | Ortubé |

|                    |           |          |
| Gutiérrez 29’ Peña | Marcatori | 19’ Vaca |

### Verdetti
- San José campione del Clausura
- San José, Real Potosí e La Paz in Coppa Libertadores 2008
- Bolívar e Blooming in Copa Sudamericana 2008
- Destroyers retrocesso
- Guabirá promosso dalla seconda divisione

### Classifica marcatori
| Gol |  |  | Giocatore            | Squadra       |
| --- |  |  | -------------------- | ------------- |
| 16  |  |  | Juan Maraude         | Real Mamoré   |
| 12  |  |  | Álex da Rosa         | San José      |
| 11  |  |  | Henry Mendoza        | San José      |
| 11  |  |  | Hernán Boyero        | Blooming      |
| 10  |  |  | Pablo Daniel Escobar | The Strongest |
| 10  |  |  | Ricardo Pedriel      | Wilstermann   |
| 9   |  |  | Augusto Andaveris    | La Paz        |
| 9   |  |  | Luis Cerutti         | Univ. Sucre   |
| 9   |  |  | Ronald Gutiérrez     | La Paz        |